# Sagrament de la reconciliació

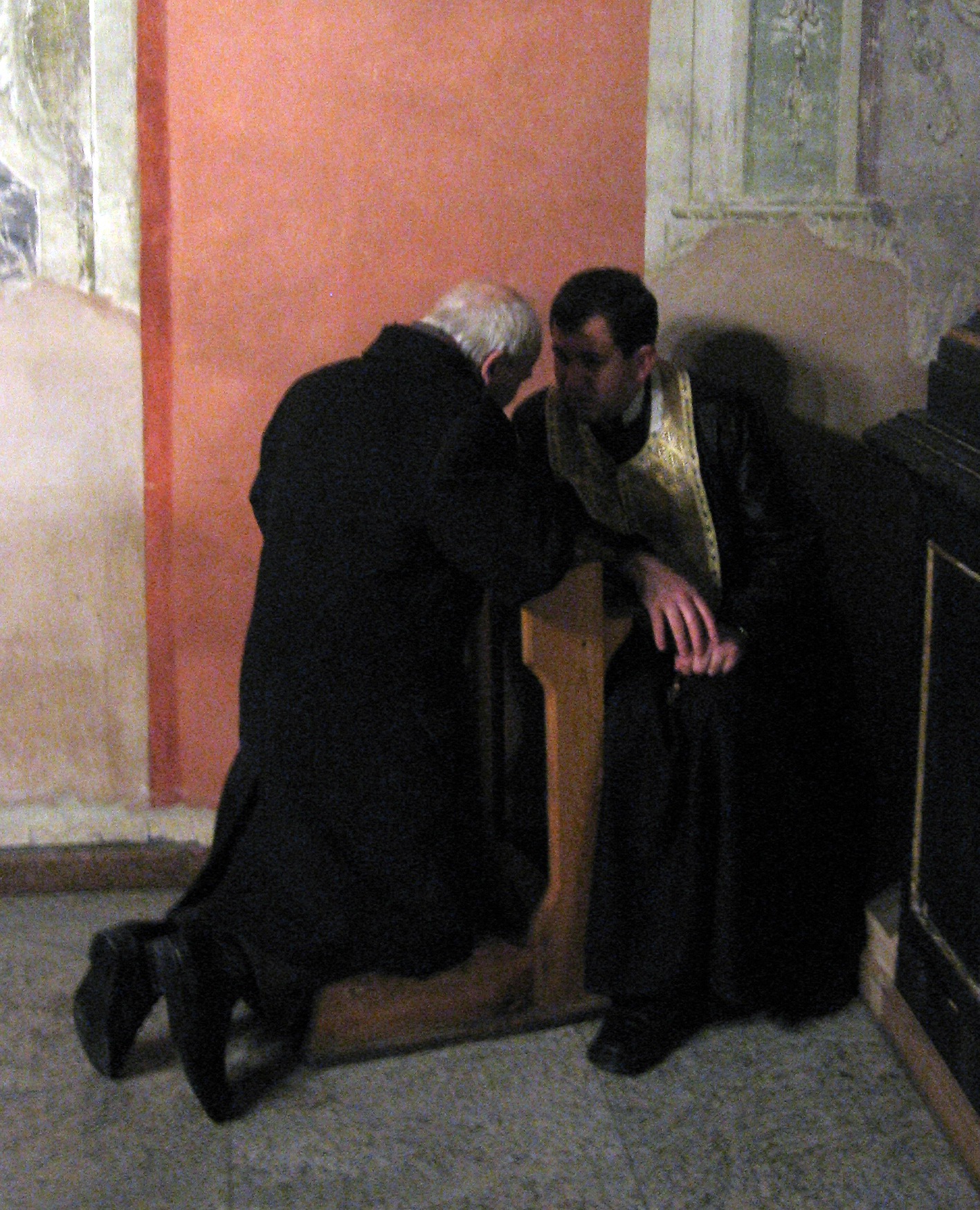
Confessió. Catedral de Bernard de Lviv (Ucraïna).

El sagrament de la reconciliació és un dels set sagraments de les Esglésies catòlica, ortodoxa i copta. S'anomena sagrament de la reconciliació perquè el creient rep l'amor de Déu que ajuda a la reconciliació amb el germà. "Ves primer a reconciliar-te amb el teu germà." (Mt 5,24).

## Noms que rep el sagrament
El Catecisme de l'Església catòlica esmenta diversos noms que ha pres el sagrament de la reconciliació. Són els següents:
- Sagrament de la conversió: S'anomena sagrament de la conversió perquè recorda les paraules de Jesús de Natzaret a l'inici del seu ministeri públic: «S'ha acomplert el temps i és a prop el Regne de Déu; convertiu-vos i creieu en el missatge joiós!» (Mc 1,15).
- Sagrament de la confessió: S'anomena sagrament de la confessió perquè la declaració o manifestació del/a creient al sacerdot, és un element central d'aquest sagrament, que reconeix la misericòrdia de Déu com a Pare perdona.
- Sagrament del perdó: S'anomena sagrament del perdó perquè amb l'absolució del prevere, Déu concedeix el perdó i la pau al creient. (Ritual de la Penitència, 46, 55).
- Sagrament de la penitència: S'anomena sagrament de la penitència perquè fa sagrat un procés personal i eclesial de reparació del mal que s'ha comès així com del bé que s'ha deixat de fer. La confessió implica una conversió i un canvi de comportament després d'haver realitzat un procés personal de reflexió i examen de consciència per a reparar el mal realitzat o el bé que s'ha omès.

## Passos
Serien:
1. Penediment, pels pecats realitzats (contrició)
2. Confessió i absolució (el perdó dels pecats)
3. Complir la penitència, que pot incloure reparació (expiació), en la mesura que sigui possible, de les conseqüències dels pecats.